# Великие Геевцы
Вели́кие Ге́евцы (укр. Великі Геївці) — село в Сюртэнской сельской общине Ужгородского района Закарпатской области Украины. Расположено на реке Латорица.
Население по переписи 2001 года составляло 1062 человека. Занимает площадь 0,003 км².

## История
Первое письменное упоминание о деревне относится к 1338 году, когда шляхтичи Великих Геевцев и Ратовцев определяли границы своих владений. В источниках село известно под названиями: «Gevch», «Geveuch», «Gejocz». Считается, что первоначальное название села возникла в славянской среде, потому что в 80-х годах XX века на окраине села были обнаружены древнеславянские поселения VIII—IX вв.
В первой половине XIV века, как показали источники, в Геевцах жил землевладелец Рамача, который к своей фамилии добавлял «Геевский». В 1427 году в селе было обложено налогом 67 зависимых хозяйств. В конце XVI века количество обложенных хозяйств уменьшилось до 5 порт (целых земельных наделов). Через Геевцы проходил торговый путь из Унгского в Березкий комитат. На переправе через Латорицу ещё в XVI веке была открыта таможня, у которой возникло небольшое поселение Таможенные Геевцы «Wamos Gewcz». Источники XVIII века называют Геевцы мадьярским селом.